# NFL (GAORA)
NFLは、2015年シーズンまでGAORAが放送していたNFL中継番組である。正式には「NFL 2010」のように後ろにシーズンの西暦が付く。

## 概要
GAORAのNFL中継は、チャンネル名がスペースビジョンネットワーク(SVN)であった1990年に開始。放送開始時には日本語実況はなく、現地実況に番組の冒頭、ハーフタイム、終了時にナレーションをかぶせる程度で、日本語による実況は翌1991年に開始された。
スカパー!（パーフェクト・チョイス）のNFL中継（「NFLシーズンチケット」）撤退を受け、2002年より生中継を開始。ポストシーズンは全試合中継、うちワイルドカード - ファレンスファイナルまで1日1試合生中継（日テレG+でのNFL中継開始後は、GAORAで生中継されない試合は同チャンネルで生中継）されていた。ただし、プロボウルは2013年シーズン以降中継されなかった。
レギュラーシーズンは2008年シーズンは、週2 - 6試合（5試合の週が最多）、うち生中継は1 - 4試合だった。Week13は生中継4試合（うちサンクスギビングデー2試合）を含む6試合を放送した。一方、Week3はこの年から同週に東レ パン・パシフィック・オープン・テニストーナメント生中継が連日組まれている影響で生中継1試合、録画中継1試合であった。
2012年のNFLドラフトを生中継で放送した。NFLドラフトが日本のテレビ局で生中継されるのは初めてのことであった。
2014年シーズンは、原則週3試合と中継試合数は減少したが生中継はサーズデーナイトフットボール(TNF)と現地日曜午後の試合を中心に1 - 3試合となった。
2010年シーズンより全試合ハイビジョン制作となった。
2016年シーズン以降は、権利元との条件が折り合わなかったとして、GAORAでのNFL中継は行われないことになった。

## 実況・解説
実況の西澤暲、タージン、解説の濱田篤則は日本語による実況を開始した1991年より2015年まで担当。当初は西澤と武田建（当時関西学院大学総監督）、タージンと濱田が組むことが多かった。タージンと濱田のコンビは「ターハマ」と呼ばれ、また2人がオークランド・レイダースファンであったことから、日本語実況開始当初にはレイダースの試合をレイダース贔屓で実況する「レイダーススペシャル」なる企画もあった。
生中継を開始した2002年に近藤祐司、2004年には有馬隼人と選手経験のある（有馬は2012年まで現役選手）実況が加入。生中継を中心にこの2人が主に担当、濱田も数試合実況を担当。逆に、普段は実況を担当している有馬が解説を担当する試合もあり、例えば、第43回スーパーボウルでは、実況が濱田、解説は有馬・村田斉潔という組み合わせだった。
開幕前の特番は司会:有馬、出演:村田、河口、近藤で放送した。

### 実況
- 西澤暲（あきら）（1991年 - 2015年）
- タージン（1991年 -2015年 ）
- 近藤祐司（元立命館大学DB、2002年 -2015年 ）
- 有馬隼人（元アサヒビールシルバースターQB、元関西学院大学QB、元TBSアナウンサー、2004年 - 2015年）

※解説も担当することがあった。有馬は日テレG+で実況、NHKで解説（甲子園ボウル、ライスボウル）を担当している
- 市川勝也（2015年）

### 解説
- 濱田篤則（関西協会審判部、元関西学院大学RB、1991年 -2015年 ）※実況も担当することが
- 村田斉潔（龍谷大学ヘッドコーチ、元京都大学LB、1996年 - 2015年）
- 河口正史（元立命館大学LB・アサヒ飲料チャレンジャーズLB→DB兼コーチ、2003年 - 2015年）
- 板井征人（関西大学ヘッドコーチ、元京都大学WR/DB、2006年 -2015年 ）

河口はNHK・日テレG+、板井は日テレG+の解説を兼務していた。

#### 過去
- 辻治人（大阪学院大学コーチ、元東海大学QB、2002年 -？ ）
- 大橋誠（オービックシーガルズヘッドコーチ、元早稲田大学LB、2007年 - 2008年）
- 大村和輝（関西学院大学コーチ、元関西学院大学OL/TE/DE、2007年 - ？）
- 森清之（鹿島ディアーズヘッドコーチ、元京都大学DE/LB/DB、2007年 - 2008年）
- 新生剛士（オービックシーガルズコーチ、元関西大学QB、2008年）
- 藤田智（富士通フロンティアーズヘッドコーチ、元京都大学QB、2008年）
- 波木健太郎（アサヒビールシルバースターQB、元早稲田大学QB、2008年 - ？）
- 石田力哉（アサヒビールシルバースターLB、元関西学院大学LB、2009年）